# Старорусская операция
Старору́сская наступа́тельная опера́ция — наступательная операция войск Северо-Западного фронта, проводившаяся 4—19 марта 1943 года в районе города Старая Русса во время Великой Отечественной войны, составная часть более крупной операции «Полярная звезда» по разгрому немецкой группы армий «Север».

## План операции

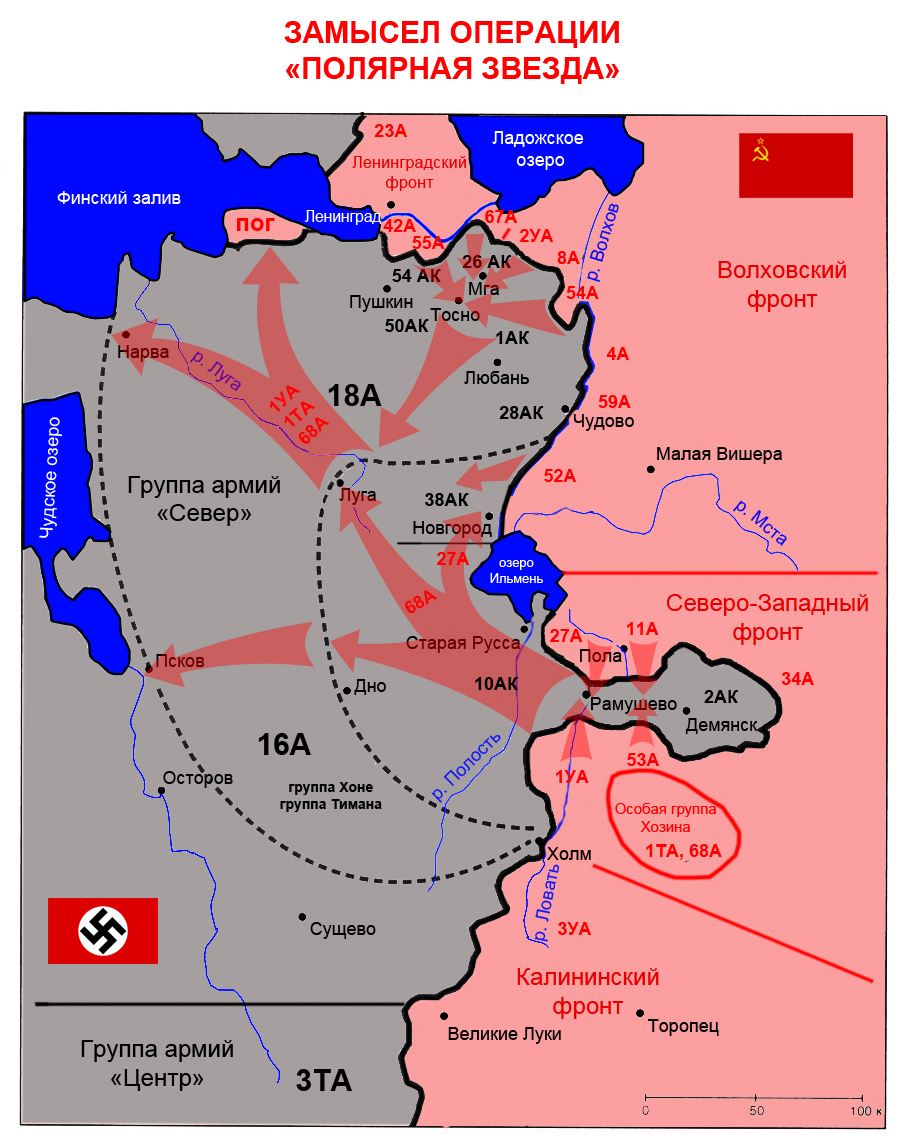

В январе 1943 года Ставка Верховного Главнокомандования СССР разработала план наступательной операции под кодовым наименованием «Полярная звезда». На первом этапе операции войска Северо-Западного фронта должны были окружить и уничтожить группировку в демянском выступе немецкой 16-й армии (командующий генерал-фельдмаршал Эрнст Буш) группы армий «Север» (командующий генерал-фельдмаршал Георг фон Кюхлер). На втором этапе Северо-Западный фронт должен был без оперативной паузы силами Особой группы войск генерала М. С. Хозина глубоким ударом на старорусском направлении в общем направлении на Псков прорвать ослабленную оборону вражеских войск и выйти в глубокий тыл основным силам немецких войск под Ленинградом и Новгородом. Общее руководство ходом операции осуществлял представитель Ставки Верховного Главнокомандования Маршал Советского Союза Г. К. Жуков.
В период с 15 по 28 февраля 1943 года Северо-Западный фронт (командующий Маршал Советского Союза С. К. Тимошенко) вёл борьбу против демянской группировки противника, это сражение в советской исторической науке известно как Демянская наступательная операция 1943 года. Советские войска не смогли окружить и уничтожить демянскую группировку. Используя выгодные для обороны условия и рано наступившую распутицу, немецкие войска смогли удержать за собой «Рамушевский коридор», не допустить окружения демянской группировки и вывести её из демянского выступа. При этом, наступавшие советские части были существенно измотаны и ослаблены, а плотность войск противника на противостоящем фронту участке обороны возросла во много раз, за счёт выведенных из-под Демянска войск. Их пополнение произведено не было. Для восполнения потерь на первом этапе операции была существенно ослаблена Особая группа войск генерала М. С. Хозина. Всего войска Северо-Западного фронта к 4 марта имели в своём составе 401 190 человек. Во фронт входили 11-я армия П. А. Курочкина, 27-я армия С. Г. Трофименко, 34-я армия А. И. Лопатина, 53-я армия Е. П. Журавлева, 68-я армия Ф. И. Толбухина, 1-я ударная армия Г. П. Короткова, все они приняли участие в операции.

## Ход операции
4 марта 1943 года началась реализация второго этапа операции «Полярная звезда», получившая наименование как «наступательная операция в районе Старой Руссы», или «Старорусская наступательная операция». Наступление производилось в крайне неблагоприятных погодных условиях: рано наступившая весна сделала непригодными для движения войск грунтовые дороги и вскрыла лёд на многочисленных реках и болотах. Заранее сформированные для операции 4 лыжные бригады из-за погоды не удалось использовать по назначению и они были брошены в бой как обычная пехота. Неудачным был и сам замысел операции – повторное наступление на тех же направлениях без средств усиления. Ожидая возобновления советского наступления, немецкие войска значительно усилили свои оборонительные рубежи под Старой Руссой.
Наступление советских войск с первого дня развивалось неудачно, продвижение войск было минимальным и составило от 10 до 15 километров, войска несли большие потери. Удалось только прорвать первую полосу обороны по реке Ловать и занять более десятка сёл. Советские войска подошли на ближние подступы к Старой Руссе.
Здесь наступление приостановилось ввиду необходимости перегруппировки войск: из состава особой группы срочно изымалась и отправлялась на харьковское направление, где события приобрели угрожающий характер для советских войск, 1-я танковая армия М. Е. Катукова. Сама Особая группа была расформирована. Командующий фронтом С. К. Тимошенко был освобожден от должности и на его место назначен генерал-полковник И. С. Конев. Направление главного удара было возложено на 68-ю армию в обход Старой Руссы с юга.
Возобновление советского наступления теперь уже одними силами пехоты тем более не привело к успеху. Используя мощную оборону и более качественную подготовку своих войск, противник отражал советские атаки. К 19 марта советские войска продвинулись только местами до 5 километров, выйдя на следующий оборонительный рубеж противника по реке Редья.
Завершающим днём операции считается 19 марта. Однако по другим сведениям, решающие атаки непосредственно на Старую Руссу производились  20 и 22 марта. И только после их окончательного провала фронт перешёл к обороне. Последнее сообщение Совинформбюро о наступательных боях на Северо-Западном фронте («южнее озера Ильмень») датировано 27 марта 1943 года.

## Итоги операции и потери
План операции выполнен не был. За продвижение на расстояние менее 20 километров и занятие нескольких небольших сёл и деревень Северо-Западный фронт заплатил огромную цену: войска фронта за период с 4 по 19 марта потеряли 31 789 человек безвозвратными потерями и 71 319 человек — санитарными (всего 103 108 человек), потери войск после 20 марта неизвестны. О степени жестокости боев и уровне потерь говорит тот факт, что ежесуточные потери войск составили 6 444 человека погибшими и пропавшими без вести. На протяжении всего 1943 года этот уровень был превышен только один раз — во время Белгородско-Харьковской наступательной операции на Воронежском фронте, где велись многочисленные встречные танковые сражения. Однако если под Белгородом советские войска добились успеха и открыли себе путь к Днепру, то под Старой Руссой такими потерями оплачено лишь несколько десятков квадратных километров занятых лесов и болот.

### Документы
- Русский архив: Великая Отечественная. Ставка ВГК. Документы и материалы. 1943 год / Под. ред. В. А. Золотарёва. — М.: Терра, 1999. — Т. 16(5-3). — 360 с. — ISBN 5-300-02007-9.

### Исторические исследования
- На Северо-Западном фронте: 1941-1943. [Сборник статей] / Под ред. П. А. Жилина, сост. Ф. Н. Утенков. — М.: Наука, 1969. — 447 с.
- Исаев А. В. Когда внезапности уже не было. История ВОВ, которую мы не знали. — М.: Эксмо, 2006. — 496 с. — ISBN 5-699-11949-3.
- Кривошеев Г. Ф. Россия и СССР в войнах XX века. Потери вооруженных сил: Статистическое исследование. — М.: Олма-Пресс, 2001. — 320 с. — ISBN 5-17-024092-9.